# Yi Jing (moine)
Pour les articles homonymes, voir Yi Jing (homonymie).
Yi Jing (ou I Tsing, ou I Ching; chinois:  義淨, 三藏法師義淨 635-713) est un moine bouddhiste, pèlerin et traducteur bouddhiste chinois  de la dynastie des Tang. Son vrai nom était Zhang Wen Ming (张文明). C'est notamment par ses écrits qu'on a connaissance du royaume de Sriwijaya dans le sud de l'île indonésienne de Sumatra, ainsi que d'un grand nombre de textes du bouddhisme et de l'université bouddhique de Nalanda en Inde. 
Avec Faxian et Xuanzang, il est l'un des plus importants pèlerins chinois à se rendre en Inde. Par ailleurs, il est le dernier des pèlerins chinois à se rendre dans ce pays dont l’œuvre nous est parvenue.

## Biographie
Yi-jing naît en 634 ou 635 dans l'ancienne province de Zhili (Tche-li) dans le nord de la Chine. À l'âge de sept ans déjà, il entre dans un monastère. Cinq ans plus tard, son maître meurt et il est très affecté par cette perte, et c'est sur sa tombe qu'il ira, en 671, demander sa protection et sa bénédiction pour réaliser son projet de voyage en Inde. Car s'il a seulement quinze ans quand il décide de se rendre en Inde, il lui faudra encore attendre plus de vingt ans pour voir son projet se concrétiser, grâce au financement qu'il reçoit d'un fidèle laïc. Finalement, c'est à l'automne 671 qu'il quitte Yangzhou, à bord d'un bateau persan,.  
Après vingt jours de navigation, il arrive sur l’île de Sumatra. Il y reste huit mois, dont six à Sriwijaya où il se consacre à l'étude du sanskrit. Il remonte vers le Bengale, et débarque en 673 dans les environs de l'actuelle Calcutta. Il va ainsi rester neuf ans, ou environ onze, à Nâlandâ où il étudie la logique. Il visite aussi les lieux saints du bouddhisme (Bodhgaya, Râjagriha, Vaishâlî et Kushinagar) et séjourne quelque onze ans .  
En 685  (ou en 695), il prend le chemin du retour en Chine ramenant cinq mille stances (quatre vers) de textes indiens, soit, dit-il, un millier de rouleaux manuscrits. Il s'installe à Luoyang, où il ouvre un bureau de traduction qui sera très productif entre 700 et 713.   

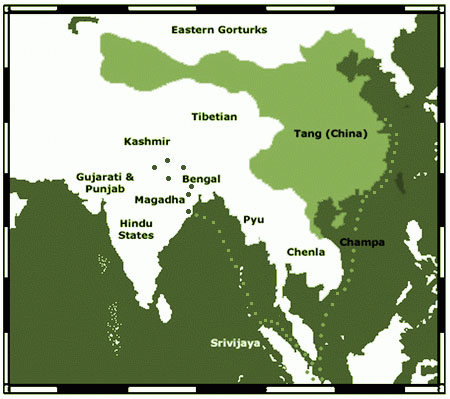
Carte des voyages de Yi jing durant le VIIe siècle de notre ère.

Oeuvre  

## Bibliographie

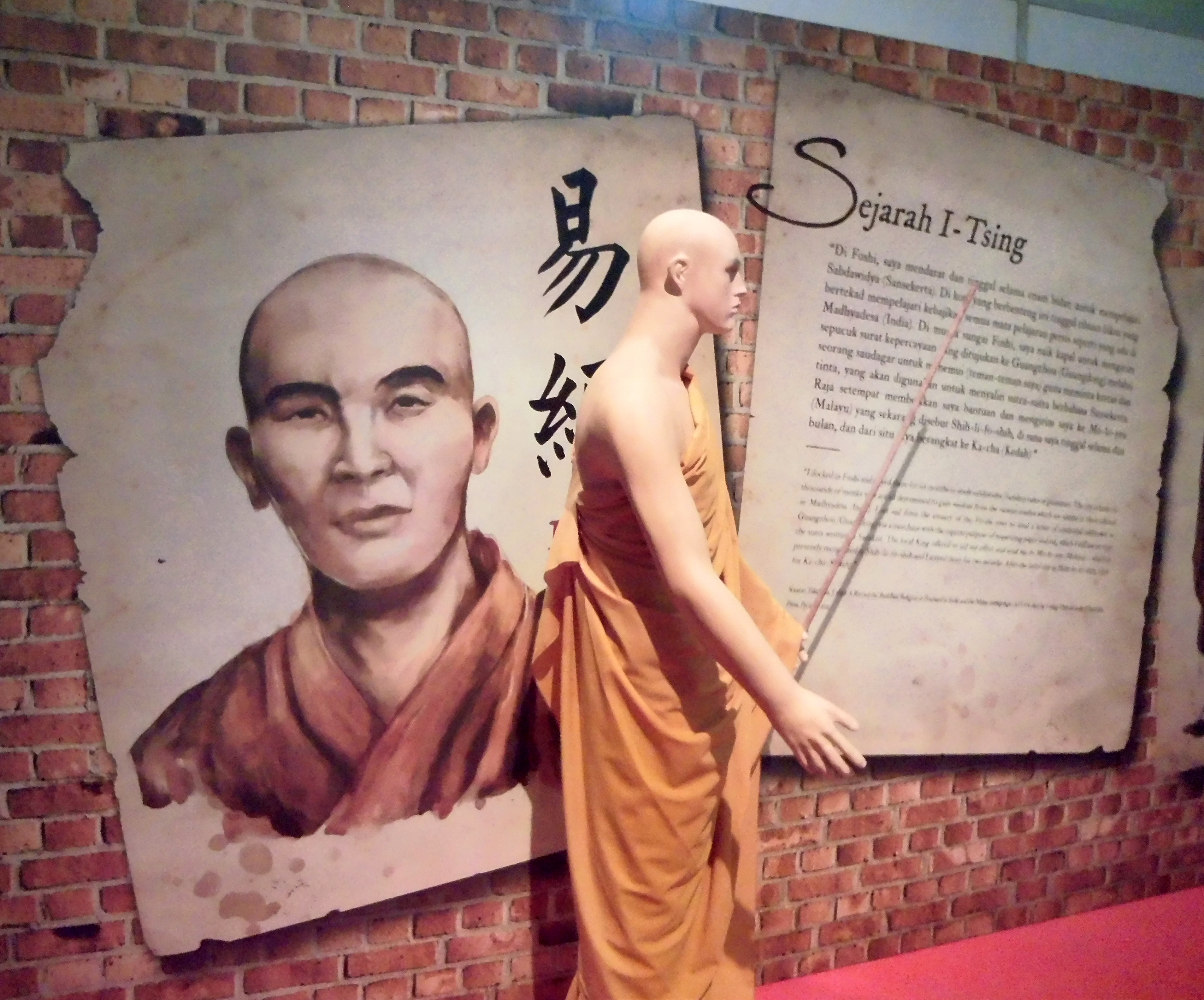
Représentations de Yi Jing. Exposition « Kedatuan Sriwijaya ». Musée national d'Indonésie, Jakarta, 2017

### Traduction
- Mémoire composé à l'époque de la grande dynastie T'ang sur les religieux éminents qui allèrent chercher la loi dans les pays d'Occident [« Da Tang xiyu qiufa gaoseng zhuan »]  (trad. du chinois par Édouard Chavannes), Paris, Ernest Leroux, 1894, xxi, 218 p. (lire en ligne).
- (en) A Record of the Buddhist Religion as Practised in India and Malay Archipelago, A.D. 671-695 [« Nanhai jigui heifa zhuan »]  (trad. du chinois par Junijiro Takakusu), Oxford, Clarendon Press, 1896, lxiv, 240 (lire en ligne)
- (en) A Record of the Inner Law Sent Home from the South Seas [« Nan-hai- ji-gui-nei-fa-zhuan »]  (trad. du chinois par Li RONGXI), Berkeley, Numata Center for Buddhist Translation and Research, 2000, xii, 198 (ISBN 1-886-43909-5, lire en ligne)
- L'Inde du Bouddha vue par des pèlerins chinois sous la dynastie des Tang  (préf. d'Étiemble, Texte établi et annoté par Catherine Meuwese), Paris, Calmann-Lévy, 1968, 318 p., p. 283-305 (Extraits de la trad. de E. Chavannes).

### Études
- Jean-Christian Coppieters, « YIJING [YI-TSING] (635-713) », sur universalis.fr, s.d. (consulté le 2 avril 2021).
- Jean-Pierre Drège, « Yijing (635-713) », sur heritage.bnf.fr, s.d. (consulté le 29 septembre 2029).
- Hubert Durt, « La place du Vinaya dans la transmission du bouddhisme hors de l'Inde », Annuaires de l'École pratique des hautes études, vol. 109,‎ 2000, p. 105-108 (lire en ligne)
- René Grousset (préf. d'André Bareau à l'édition de 1991), Sur les traces du Bouddha, Paris, L'Asisathèque, 2007 (1re éd. 1929), 382 p. (ISBN 978-2-915-25556-0), p. 297-311.
- Les pèlerins bouddhistes de la Chine aux Indes  (préf. de Édith Huyghe et François-Bernard Huyghe, Présenté par André Lévy), Paris, JC Lattès, 1995, 247 p. (ISBN 978-2-709-61610-2)Introduction (p. 17-83) aux voyages de cinq pèlerins chinois, avec traduction d'extraits (Yi-Jing : p. 183-229, trad. d'E. Chavannes citée ci-dessus).
- Paul Lévy, « Les Pèlerins chinois en Inde », dans René de Berval (Dir.), Présence du bouddhisme, Paris, Gallimard, 1987 (réimpr. Gallimard, coll. « TEL », 2008) (1re éd. 1959), 816 p. (ISBN 978-2-070-70516-0), p. 279-368; sur Yi-jing, v. p. 363-368.
- (en) Alexandre L. Mayer, « Yijing », dans Robert E. Buswell Jr., Encyclopedia of Buddhism, New York, MacMillan, 2004, xxxi + 981 (ISBN 978-0-028-65718-9), p. 912-913
- (en) Tansen SEN, « The Travel Records of Chinese Pilgrims Faxian, Xuanzang, and Yijing », Education About Asia, vol. 11, no 3,‎ 2006, p. 24-33 (lire en ligne)